# Filipo de Opunte
Filipo de Opunte (Φίλιππος ὁ Όπούντιος en griego) fue un filósofo griego. Fue escolarca, discípulo y colaborador de Platón y de Aristóteles, así como de otros pensadores y científicos que participaron en la vida de la Academia. Vivió en el siglo IV a. C. y es conocido por haber editado una obra con material preparado por Platón para su diálogo titulado Leyes. Esta obra, que puede ser considerada como póstuma de Platón, lleva como título  Epinomis.

## Biografía
No está claro dónde haya nacido. Según Diógenes Laercio sería originario de Opunte, mientras que según Proclo habría nacido en Medna (Italia meridional). Si se acepta esta segunda posibilidad, tras enseñar en Atenas en la Academia de Platón se habría trasladado a Opunte, ciudad en la que habría fallecido.
En la enciclopedia bizantina Suda es mencionado anónimamente como «filósofo», pues su nombre se ha perdido. No fue hasta el siglo XVIII cuando Ludolph Küster, filósofo y editor de Suda, identificó la mención anónima de «filósofo» a Filipo.

## Confusión con Filipo de Medna
Debido a que en Suda es identificado como un astrónomo, generalmente se ha asumido que Filipo de Opunte sea la misma persona que Filipo de Medna, que fue un astrónomo, matemático y discípulo de Platón. 
Filipo de Medna es mencionado por autores clásicos, como por ejemplo por Vitruvio, Plinio el Viejo, Plutarco, Proclo, y Alejandro de Afrodisias.
Sus observaciones astronómicas se realizaron en el Peloponeso y en Lócrida, donde fueron utilizadas a su vez por otros astrónomos, como Hiparco de Nicea, Gémino de Rodas y Claudio Ptolomeo. Esteban de Bizancio afirma que escribió un tratado sobre los vientos.